# Região Geográfica Imediata de São Borja
A Região Geográfica Imediata de São Borja é uma das 43 regiões imediatas do estado brasileiro do Rio Grande do Sul, uma das 3 regiões imediatas que compõem a Região Geográfica Intermediária de Uruguaiana e uma das 509 regiões imediatas no Brasil, criadas pelo IBGE em 2017. É composta de 3 municípios.

## Municípios
| Município | População (2010) | População (2022) | PIB (em mi, 2019) | PIB per capta (2019) |
| --------- | ---------------- | ---------------- | ----------------- | -------------------- |
| Itaqui    | 38 159           | 35 408           | R$ 1 400 823      | R$ 37 236            |
| Maçambará | 4 738            | 4 427            | R$ 284 109        | R$ 61 938            |
| São Borja | 61 671           | 58 757           | R$ 1 935 768      | R$ 32 112            |
| Total     | 104 568          | 98 592           | R$ 3 620 670      | R$ 35 327            |